# Manuel Pugès i Guitart
Manuel Pugès i Guitart (Manresa, Bages, 1877 - Barcelona, 1935) fou un escriptor i periodista català.
Va ser redactor dels diaris La Cataluña i La Veu de Catalunya i editorialista d'El Matí. Exercí el càrrec de secretari del Foment del Treball Nacional.

## Obra
- Como triunfó el proteccionismo en España (1931)
- L'atur forçós